# コゾレート
コゾレート（イタリア語: Cosoleto）は、イタリア共和国カラブリア州レッジョ・カラブリア県にある、人口約900人の基礎自治体（コムーネ）。

## 地理

### 位置・広がり

#### 隣接コムーネ
隣接するコムーネは以下の通り。
- アフリコ
- デリアヌオーヴァ
- オッピド・マメルティーナ
- ログーディ
- サーモ
- サン・ルーカ
- サン・プロコーピオ
- サンタ・クリスティーナ・ダスプロモンテ
- シード
- シノーポリ